# Amblyseius saacharus
Amblyseius saacharus är en spindeldjursart som beskrevs av Wu 1981. Amblyseius saacharus ingår i släktet Amblyseius och familjen Phytoseiidae. Inga underarter finns listade i Catalogue of Life.